# Бреши, Гаэтано
Гаэтано Бреши (итал. Gaetano Bresci; 10 ноября 1869, Прато, Тоскана — 22 мая 1901, Вентотене, Латина, Лацио) — итальянский анархист, убивший в 1900 году короля Италии Умберто I. Бреши стал первым в истории Европы цареубийцей, который не  был казнён по решению суда (смертная казнь в Италии была отменена).

## Биография
Родился 10 ноября 1869 года в Прато, родители — мелкий торговец Гаспаре Бреши и Маддалена Бреши (в девичестве — Годи).
Гаэтано окончил ремесленную школу и пошёл работать на фабрику, в 22 года впервые принял участие в забастовке, за что в декабре 1892 года был приговорён к 15 дням заключения. Несколько раз менял места работы, вновь участвовал в забастовках и подвергался преследованиям в рамках законодательства об общественной безопасности. При этом один из его работодателей дал в суде показания, что немного найдётся таких хороших рабочих, как Бреши. В 1893 году вновь подвергался задержаниям в рамках обеспечения общественной безопасности, а в 1895 году приговорён вместе с 52 другими анархистами из Прато к заключению на срок более года во исполнение специальных законов Криспи. В мае 1896 года освобождён по амнистии. Не сумев найти работу в Прато, переехал в Баргу и устроился на шерстеобрабатывающую фабрику Michele Tisi e C..
Из-за бедности Бреши эмигрировал в США, где нашёл работу и обзавёлся семьёй. Одновременно вдали от Италии Гаэтано стал участвовать в издании анархической газеты на итальянском языке. Именно из неё он узнал о расстреле мирной демонстрации в Милане в мае 1898 г. Когда из-за океана пришло сообщение о том, что расстреливавший народ по приказу короля Умберто генерал Фьоренцо Бава Беккарис получил за это Савойский военный орден степени великого офицера, Бреши окончательно принял решение убить монарха.

## Покушение
Бреши взял деньги (150 долларов) из кассы газеты «Социальный вопрос» (до этого он активно вкладывал их в неё сам) и не посвятив никого в свои планы, отбыл в Италию. 29 июля 1900 года во время визита короля в Монцу убийце удалось приблизиться к Умберто I и четыре раза выстрелить в него из револьвера, попав в плечо, лёгкое и сердце. Король, на которого ранее покушались уже дважды, умер.

## После убийства
Бреши, заявивший «Я не убивал Умберто. Я убил короля. Я убил принцип», был приговорён к пожизненному заключению, так как в то время в Италии не было смертной казни. Его должен был защищать известный политик Филиппо Турати, однако он отказался из-за опасения репрессий.
22 мая 1901 года он повесился в камере (по официальной версии) в тюрьме Санто-Стефано на одноимённом острове (в административном отношении — коммуна Вентотене). Документы тюремного заключения Бреши и, возможно, расследования его смерти, содержались в фонде Д. Джолитти Центрального государственного архива, но были утрачены, как и документы судебного процесса Бреши в Государственном архиве Милана.